# Service-Dienste
Der Service-Dienst (im Sinne von Dienstleistungstelekommunikationsdienst – auch 0180-Nummer genannt) ist in der Telekommunikation ein Mehrwertdienst. Früher übernahm bei diesem das angerufene Unternehmen einen Teil des Telefonentgelts, so dass der Kunde beispielsweise statt des teuren Ferngesprächstarifs nur den günstigeren Ortstarif bezahlen musste. Heutzutage sind dessen Kosten in den meisten Tarifen deutlich teurer als normale Ferngespräche, und ein Teil der Entgelte für die Anwahl von 0180-Rufnummern darf an den Betreiber des Dienstes ausgeschüttet werden.
Bis zum 1. März 2010 wurden Service-Dienste als Shared Cost Service bezeichnet.

## Allgemeine Informationen und Tarife in Deutschland
In Deutschland wurde die 0180-Rufnummerngasse für Geteilte-Kosten-Dienste geschaffen. Die Gesprächskosten lagen früher unter denen von normalen Rufnummern. Seit der Liberalisierung im deutschen Telefonmarkt sind jedoch die Kosten für Gespräche zu normalen Rufnummern deutlich gefallen, während die Kosten für die 0180-Nummern konstant geblieben sind. Dadurch ist eine Kostenersparnis beim Anruf von 0180-Nummern gegenüber normalen Festnetznummern nicht mehr möglich. 0180er Nummern sind geografisch nicht gebunden.
Es gibt unterschiedliche Klassen von 0180-Nummern, wobei die erste Ziffer nach der 0180 die Kosten für den Anrufer bestimmt: Verbindungen zu 0180-1 … (ursprünglich etwa Kosten eines Ortsgesprächs zur Nebenzeit), 0180-3 … (ursprünglich etwa Kosten eines Regionalgesprächs zur Nebenzeit) und 0180-5 … (ursprünglich etwa Kosten eines Ferngesprächs zur Nebenzeit) werden stets zeitgetaktet (bei den meisten Telefongesellschaften mit Minutentakt) abgerechnet, bei Anrufen zu 0180-2, 0180-4 und 0180-6 aus dem Festnetz fällt stattdessen ein festes Entgelt pro erfolgreicher Verbindung, unabhängig von der Verbindungsdauer an.
| Ruf- nummern- gasse | Kosten aus dem deutschen Festnetz | Kosten aus dem deutschen Festnetz | Anmerkungen                                  |
| Ruf- nummern- gasse | pro Minute                        | pro Anruf                         | Anmerkungen                                  |
| ------------------- | --------------------------------- | --------------------------------- | -------------------------------------------- |
| 0180-1/01801        | 3,9 Cent                          |                                   |                                              |
| 0180-2/01802        |                                   | 6 Cent                            |                                              |
| 0180-3/01803        | 9 Cent                            |                                   |                                              |
| 0180-4/01804        |                                   | 20 Cent                           |                                              |
| 0180-5/01805        | 14 Cent                           |                                   |                                              |
| 0180-6/01806        |                                   | 20 Cent                           | seit 2013                                    |
| 0180-7/01807        | 14 Cent                           |                                   | seit 2013: die ersten 30 Sekunden kostenfrei |

Seit dem 1. Dezember 2021 dürfen für Anrufe aus dem Mobilfunknetz keine höheren Gebühren berechnet werden als aus dem deutschen Festnetz. Davor waren die Gebühren für Anrufe aus dem Mobilfunk auf höchstens 42 Cent/min (60 Cent pro Anruf bei 01806) gedeckelt. Vor 2013 waren die Gebühren für Anrufe aus dem Mobilfunknetz gar nicht gedeckelt und konnten mehrere Euro pro Minute betragen.
In Österreich und in der Schweiz gibt es vergleichbare Dienste. In der Schweiz spricht man von Gebührenteilungsnummern, die eine 084x-Vorwahl haben. Für diese 084x-Rufnummern gilt ein Höchsttarif von 8,08 Rappen pro Minute. In Österreich gibt es die 0810- und 0820-Nummern, für die eine Entgeltobergrenze von maximal 10 bzw. 20 Cent pro Minute festgelegt wurde.

### Einsatzgebiete
Neben dem klassischen Einsatzfeld als Hotline-Rufnummern werden 0180-Rufnummern auch für das Angebot von anmeldefreiem Callthrough und als individuelle Teilnehmerrufnummern von Unified-Messaging-Diensten und VoIP-Anschlüssen verwendet.
Die Zeitansage und Handvermittlung der dt. Telekom liegt in den Rufnummerngassen 0180-4 bzw. 0180-2.

### Fehlentwicklungen
Aufgrund der Liberalisierung des Telefonmarktes in Deutschland sanken die Gesprächsentgelte für Gespräche zu gewöhnlichen Teilnehmerrufnummern deutlich, während die Entgelte für die 0180-Klassen nicht abgesenkt, sondern von den Telekommunikationsanbietern erhöht wurden.
Daher ist es heutzutage meist deutlich preiswerter, statt einer entsprechenden 0180-Nummer eine normale Festnetznummer anzurufen; selbst Mobilfunkrufnummern sind häufig preiswerter zu erreichen als die von den meisten Anbietern geschalteten 0180-5-Servicenummern. Lediglich die 0180-2-Nummern mit einem festen Verbindungsentgelt pro Anruf können für den Anrufer bei längerer Verbindungsdauer vorteilhaft sein.
Dieser Effekt wird durch die immer mehr aufkommenden Pauschaltarife weiter verstärkt, denn sowohl von Mobiltelefonen als auch von Festnetzanschlüssen aus können heutzutage bereits viele Kunden Festnetzanschlüsse ohne zusätzliche Kosten anrufen. Besonders eklatant ist die Kostendiskrepanz bei Anrufen aus den Mobilfunknetzen bei fast allen Providern, wozu meistens auch der Heimbereich gehört.
Laut Bundesnetzagentur ist es unzulässig, dass den Diensteanbietern ein Teilbetrag der Telefongebühren ausgezahlt wird. Dennoch wird dies von vielen Telekommunikationsanbietern praktiziert. Diese Auszahlung wird als Werbekostenzuschuss (WKZ) bezeichnet, da viele Anbieter im Gegenzug für die Auszahlung den Nummerneigentümer zur Nennung des Anbieters zusammen mit dem Tarif verpflichten, z. B. „01805 – … (14 Cent/min, Anbieter)“. Der WKZ wird in der Regel nur für 0180-5-Nummern gezahlt und beträgt durchschnittlich drei Cent pro Gesprächsminute für den Serviceanbieter. Bei Hotlinenummern, bei denen kein Telekommunikationsanbieter in der Ansage genannt wird, kann davon ausgegangen werden, dass der Serviceanbieter keine Zahlungen (WKZ) erhält.

### Zukunft alsService-Dienst
Im Juli 2007 konstatierte die Bundesnetzagentur in ihrem Amtsblatt offiziell den verbreiteten Werbekostenzuschuss-Missbrauch und leitete aufgrund dessen ein Verfahren ein, mit dem die Zukunft der 0180-Rufnummerngasse, des Prinzips der geteilten Kosten und der Kundenkontaktdienste abgeklärt werden sollte.
Im Mai 2009 wurden durch eine TKG-Änderung die Geteilte-Kosten-Dienste in sogenannte Service-Dienste umgewandelt, womit die heutige 0180er-Bepreisung aus dem Festnetz beibehalten werden können. Lediglich für 0180-Anrufe aus den Mobilfunknetzen wurden ab 2010 Preisobergrenzen etwas unter dem bisher marktüblichen Niveau festgeschrieben.
Eine Änderung wird mit dem neuen Telekommunikationsgesetz vom 27. Oktober 2011 jetzt mit Wirksamkeit zum 1. Juli 2012 umgesetzt. Laut diesem Gesetz sollen Warteschleifen kostenlos werden.
In der ersten Stufe des Gesetzes sollen vorgelagerte Warteschleifen kostenlos werden (voraussichtlich zum 1. August 2012), in der zweiten Stufe, ab voraussichtlich 1. August 2013, sollen auch nachgelagerte Warteschleifen (Weiterverbinden) kostenfrei werden. Zum jetzigen Zeitpunkt gibt es für die zweite Stufe keine technische Lösung, welche eine rechtskonforme Umsetzung dieses Gesetzes über alle Netze hinweg sicherstellen kann. Wenn eine technische Lösung gefunden wird (z. B. durch Signalisierung der Warteschleife über den ISDN-D-Kanal oder aus VoIP-basierten Telefonanlagen, offline-billing), werden die Kosten für das Kostenfreistellen der Warteschleife den Serviceanbietern in Rechnung gestellt. Viele Serviceanbieter wie z. B. gesetzliche Krankenkassen oder die Bundesagentur für Arbeit planen daher die generelle Abschaltung der 0180er Servicerufnummern oder haben sie bereits abgeschafft und durch Ortsrufnummern oder kostenfreie 0800-Nummern ersetzt.

### Gesetzliches Verbot kostenpflichtiger Service-Hotlines
Im März 2017 hat der Europäische Gerichtshof ein Grundsatzurteil zu Service-Diensten gesprochen, das Unternehmen untersagt, Bestandskunden bei der telefonischen Erreichbarkeit höhere Telefongebühren abzuverlangen, als im üblichen Grundtarif anfallen (EuGH, Az. 568/15 vom 2. März 2017). Grundlage war die Klage der Wettbewerbszentrale gegen ein großes Versandhandelsunternehmen, die das Landgericht Stuttgart wegen seiner grundsätzlichen Bedeutung an den EuGH verwiesen hat. Der Grundtarif ist zwar nicht gesetzlich definiert, Grundlage der Entscheidung sei jedoch ein hoher Verbraucherschutz, der Kunden unter anderem nicht davon abhalten dürfe, aus Gründen der Sparsamkeit von einem Anruf zu Vertragsfragen abzusehen oder gar auf ihr Recht auf Reklamationen oder einen Widerruf zu verzichten („Grundtarifregelung“). Ausgenommen von dem Verbot bleiben Bestell- und Buchungshotlines, sowie Informations- und Beratungshotlines, sofern sich diese an Neukunden richten bzw. für Neuverträge genutzt werden, sowie unentgeltliche Verträge und der Geschäftskundenbereich und weitere Ausnahmen, die durch Einzelregelungen unter anderem im BGB geregelt sind.

### Alternativen

#### Ersatzrufnummern
Gespräche zu 0180-Nummern werden vom intelligenten Netz auf „normale“ Telefonnummern umgeleitet. Das lässt sich nutzen, um die meist teueren 0180-Rufnummern zu umgehen. Im Internet befinden sich Seiten, die Ersatznummern für eine Reihe von 0180-Servicenummern auflisten, wobei diese zum Teil selbst vom Anbieter publiziert werden, z. B. für Anrufe aus dem Ausland.

#### 032-Rufnummern
Unternehmen, die in erster Linie an einer nicht-geografischen Rufnummer mit kostengünstigem ortsunabhängigem Routing interessiert sind, steht als verbraucherfreundliche Alternative die Nutzung von 032-Rufnummern zur Verfügung, die aus dem Festnetz in der Regel wesentlich kostengünstiger durch die Verbraucher zu erreichen sind als 0180-Rufnummern.
032-Nummern können nicht frei gewählt werden; dies schließt Buchstabenwahl oder die Entscheidung für elegante, leicht zu merkende Nummern aus.